# Terry Connor
Terence Fitzroy Connor (Leeds, Inglaterra, 9 de noviembre de 1962), más conocido como Terry Connor, es un exjugador y entrenador de fútbol inglés. Actualmente dirige a la selección de Granada.
Nació en Leeds y fue alumno de Foxwood School. Como jugador, Connor anotó 91 goles en 358 partidos en la Football League como delantero jugando para Leeds United, Brighton & Hove Albion, Portsmouth, Swansea City y Bristol City. Además, fue internacional una vez con la selección sub-21 de Inglaterra.
Pasó a entrenar después de su retiro como jugador, trabajando brevemente como entrenador tanto en Bristol Rovers como en Bristol City antes de unirse al Wolverhampton en 1999. Después de ocupar una variedad de puestos, se desempeñó como entrenador de Wolves durante trece juegos durante su descenso de la Premier League en 2012.

## Carrera como jugador
Connor anotó en su debut absoluto con el Leeds United a los 17 años, en la victoria por 1-0 sobre el West Bromwich Albion el 17 de noviembre de 1979. Hizo 108 apariciones en total con el Leeds durante cuatro temporadas, anotando 22 goles. Se unió al Brighton & Hove Albion a cambio de Andy Ritchie, en marzo de 1983. Sin embargo, no pudo disputar la final de la FA Cup solo unos meses después porque ya estaba inscripto con los Whites. El club terminó la temporada descendido. La mayoría de los juegos de Connor para Brighton fueron en Segunda División. Su forma aquí le valió un partido internacional con la selección sub-21 de Inglaterra en noviembre de 1986, cuando jugó y anotó contra Yugoslavia. Marcó 51 goles en 156 apariciones antes de dejar Brighton cuando descendieron al tercer nivel en 1987. Uno de sus goles más memorables para Brighton llegó cuando eliminaron al Liverpool de la FA Cup 1983-84, una temporada en la que los Reds salieron campeones de la Copa de la Liga, Champions League y se proclamaron campeones ingleses. Se mudó a lo largo de la costa sur para fichar por el Portsmouth en un acuerdo de £200,000.
Portsmouth acababa de ascender a Primera División en el momento de la llegada de Connor, pero a pesar de sus goles, descendieron después de solo una temporada. Permaneció en Fratton Park durante tres temporadas antes de unirse al Swansea City por £150,000 en agosto de 1990. Después de una temporada completa solitaria con los Swans en el tercer nivel, se mudó al Bristol City en septiembre de 1991. No logró tener mucho impacto en dicho equipo, jugando solo 16 veces y anotando una vez por lo que fue cedido brevemente a Swansea en 1992. Finalmente, se retiraría en el Yeovil Town.

## Carrera como entrenador

### Primeros roles
Después de retirarse, se convirtió en uno de los entrenadores del Swindon Town. Más tarde, Connor y el amigo de la familia Maurice Gardner se dedicaron a entrenar, trabajando con John Ward en el Bristol Rovers, antes de mudarse al otro lado de la ciudad para trabajar en el Bristol City.

### Wolverhampton
Después de que John Ward se convirtiera en asistente del entrenador en Wolverhampton, reclutó a Connor para su cuerpo técnico en agosto de 1999. Allí, se desempeñó como entrenador, a nivel juvenil, de reserva y del primer equipo, bajo una sucesión de los entrenadores de los Wolves antes de ser ascendido a asistente técnico de Mick McCarthy en agosto de 2008.

#### Ascenso como entrenador
En febrero de 2012, los Wolves le otorgaron el puesto de entrenador hasta el final de la temporada actual, tras el despido de McCarthy. El director ejecutivo Jez Moxey confirmó que el puesto se ofreció a otro candidato, considerado ampliamente por los medios como Alan Curbishley, quien lo rechazó antes de que se nombrara a Connor. Esto fue a pesar de que Moxey declaró anteriormente que el trabajo se le daría a un entrenador experimentado.
Connor se hizo cargo de los Wolves en el puesto N°18, uno de los cinco equipos al pie de la tabla que buscaba evitar los tres puestos de descenso. Su primer partido a cargo fue en un empate por 2-2 ante el Newcastle United el 25 de febrero de 2012. Sin embargo, su equipo sufrió siete derrotas consecutivas que lo dejaron arraigado al fondo de la tabla y descendió el 22 de abril tras una derrota por 2-0 ante el Manchester City. En sus trece encuentros, no logró ninguna victoria y ganó solo cuatro puntos de 39 posibles. 
En mayo de 2012, Wolves anunció que Ståle Solbakken sucedería a Connor como nombramiento permanente durante el verano. Connor también había sido entrevistado para el puesto aunque se acordó que regresaría a su puesto como asistente del entrenador luego del nombramiento de Solbakken. Sin embargo, se marchó después de solo cuatro partidos de la nueva temporada.

### Ipswich Town
El 1 de noviembre de 2012, Connor renovó su relación laboral con Mick McCarthy, ya que fue nombrado asistente técnico del Ipswich Town después de que McCarthy se hiciera cargo del club. El 2 de febrero de 2013, se hizo cargo de Ipswich mientras McCarthy estaba enfermo y ganó 4-0 contra el Middlesbrough.

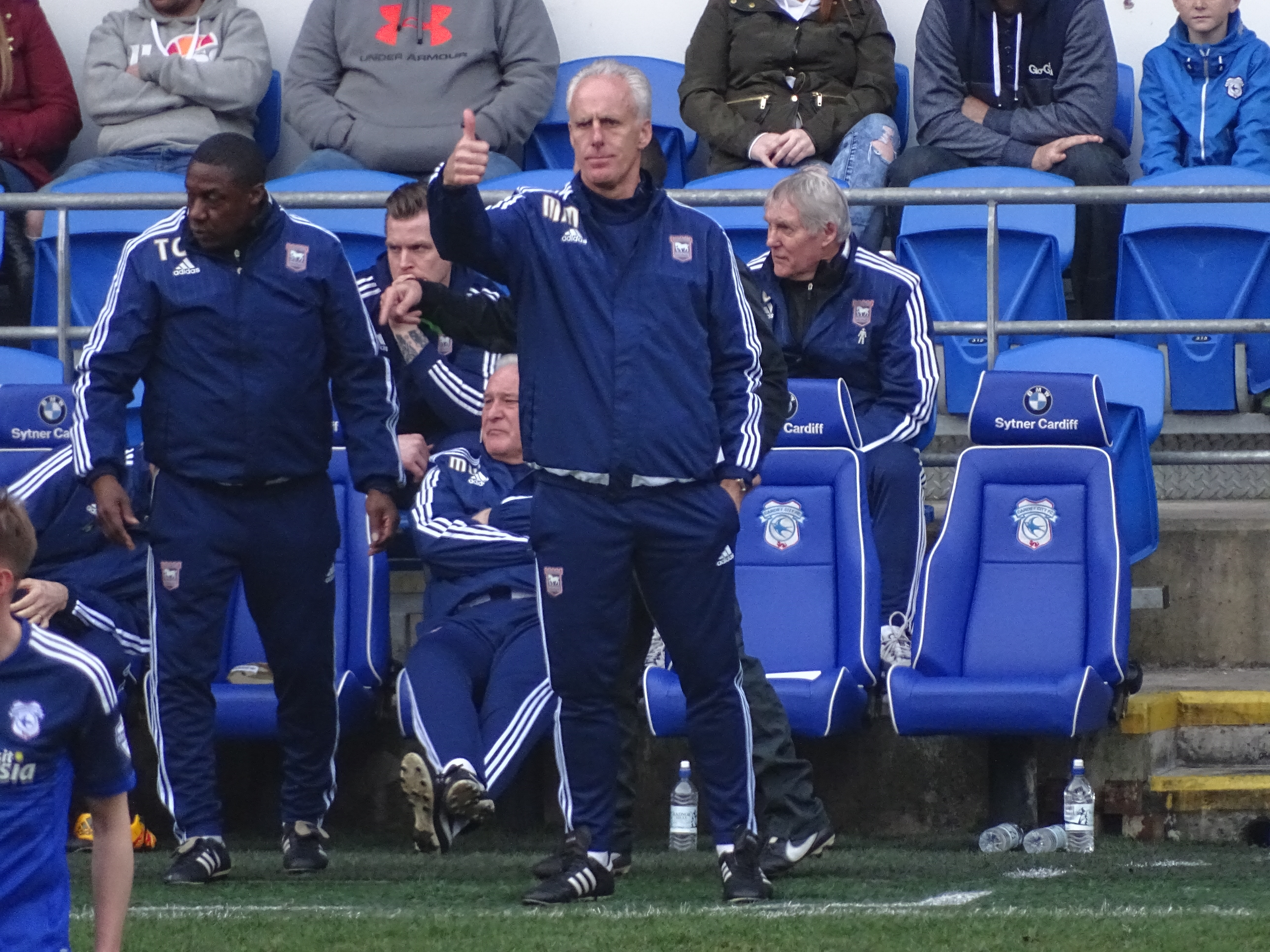
Connor (izquierda) con Mick McCarthy durante su estancia en el Ipswich Town.

El 30 de junio de 2014, Mick McCarthy y Terry Connor acordaron un nuevo contrato de tres años con el Ipswich. El 10 de abril de 2018 dejaron el club y rescindieron el contrato luego de la victoria por 1-0 sobre el Barnsley.

### Irlanda
El 25 de noviembre de 2018, la FAI anunció que Terry Connor sería el entrenador asistente de la selección de Irlanda para la clasificación a la Eurocopa 2020, uniéndose a Mick McCarthy.

### Después de Irlanda
Después de su papel con la selección irlandesa, siguió a McCarthy y trabajó en su cuerpo técnico en APOEL, Cardiff City y luego en Blackpool.

### Granada
El 16 de mayo de 2023, Connor fue anunciado como entrenador de la selección nacional de Granada.

## Clubes

### Como jugador
| Club                   | País       | Año       |
| ---------------------- | ---------- | --------- |
| Leeds United           | Inglaterra | 1979-1983 |
| Brighton & Hove Albion | Inglaterra | 1983-1987 |
| Portsmouth             | Inglaterra | 1987-1990 |
| Swansea City           | Gales      | 1990-1991 |
| Bristol City           | Inglaterra | 1991-1993 |
| Swansea City (cedido)  | Gales      | 1992      |
| Yeovil Town            | Inglaterra | 1993-1994 |

### Como entrenador
| Club                 | País       | Año           |
| -------------------- | ---------- | ------------- |
| Wolverhampton        | Inglaterra | 2012          |
| Selección de Granada | Granada    | 2023-presente |